# Македонска кооперативна банка
Македонската кооперативна банка е основана през 1925 година от Националния комитет на македонските братства в България. Ликвидирана е в 1947 година.

## История
Банката е основана е на 26 юни 1925 година в сградата на Крушевското братство от 77 индивидуални членове и 1 колективен член – Прилепската кооперативна банка. 
Приет е устав, като целите ѝ отбелязани като „подпомагане на македонските бежанци с кредити, необходими за жилищни и производствени нужди; организиране на стопански и други инициативи; уреждане на фондове за благотворителност, здравеопазване, професионално образование и др.“
Няколко дни по-късно, на 20 юли, е избран първият Управителен съвет. Оглавена е от икономиста от Дойран Никола Стоянов, виден финансист, бивш директор на Дирекцията на държавните дългове в Министерството на финансите. За подпредседатели са избрани Стоян Стойков и Борис Антонов, за главен касиер – Стоян Златанов,  а касиер е Георги Совичанов.
В първия Управителен и Контролен съвет влизат проф. Никола Стоянов от Дойран, Стоян Стойков от Сурлово, Кукушко, Борис Антонов от Крива паланка, Стоян В. Златанов, Борис Иванов от Прилеп, Димитър Апостолов от Кавадарци, Никола Каранджов от Смърдеш, Костурско, Никола Киселинов от Охрид, Йордан Ярцев от Кукуш, Никола Гацев от Воден, Борис Стрезов от Ресен, Славчо Абазов от Злетово, Спиро Гайдарджиев от Скопие и Мише Калчинов от Големо Църско, Кичевско.
Банката е открита през октомври на улица „Пирот“ № 37.
Дейността ѝ започва с 387 300 лева дялов капитал. До 1931 година той надхвърля 18 милиона лева. Банката дава кредити само на свои членове, които са предимно занаятчии и дребни търговци. Дейността ѝ е ограничена в София и околните общини.
На 27 март 1947 година Политбюро на Централния комитет на Българската работническа партия взема решение да ликвидира банката, като „създадена със суми на Иван Михайлов и в чието ръководство все още има негови последователи“. На 21 март 1948 година се обединява с Банишорската популярна банка под името Народна кооперативна банка, която прекратява своята дейност през 1951 година.

## Галерия
- Контролният съвет на Македонската кооперативна банка в 1935 година: Спиро Гайдарджиев, Михаил Силяновски и Никола Гацев
- Реклама на Македонската народна банка в „Дебърски глас“, 12 февруари 1939 година
- Чек на Македонската кооперативна банка от 1940 година
- Записна заповед на Македонската кооперативна банка, 1942 година